# 전체 성경
전체 성경 (Tota Scriptura)과 그에 상응하는 문구인 오직 성경 (sola Scriptura)는 하나님의 말씀인 성경의 영감, 권위, 완전성에 대한 믿음을 표현하는 방법이다. 솔라 스크립투라(sola Scriptura)를 주장할 때  성경이 전통이나 다른 인간의 권위와 별개로 신앙과 실천을 위한 유일무이한 법칙이라고 주장하는 것이다. tota Scriptura ("성경 전체" 또는 "성경의 모든 부분")를 주장할 때 전체 성경이 동일하게 하나님의 영감을 받았다고 말하는 것이다. Tota Scriptura 는 성경의 완전 영감이라고도 부른다. 개신교 종교개혁에서 나온 용어인 Sola Scriptura는 사람들이 성경에 어떤 것을 추가하는 것을 막는 데 제한적인 효과가 있다. tota Scriptura는 사람들이 성경에서 어떤 부분의 성경을 빼지 못하게 한다는 점에서 확장 효과가 있다. Sola Scriptura 와 tota Scriptura는 성경의 66권의 영감받은 책에 집중할 수 있도록 서로 균형을 이루고 있다.
Tota Scriptura 는 성경을 전체적으로 받아들여야 함을 강조한다. 완전한 정경인 하나님의 말씀을 우리는 그 말씀의 어떤 부분을 받아들이고 어떤 부분을 거부할지 혹은 선택할지를 주장할 수 없다. 바울은 에베소 성도들에게 작별인사를 하면서 “오늘 너희에게 증언하노니 모든 사람의 피에 대하여 내가 깨끗하니 이는 내가 꺼리지 않고 하나님의 뜻을 다 너희에게 전하였음이라”( 행 20:26-26 ) 27, ESV ). 바울이 “하나님의 모든 뜻”을 전파함으로써 하나님 앞에서 자신의 의무를 다했다는 점이다. 즉, 바울은 토타 스크립투라를 설교했다.
우리 모두는 성경에서 가장 좋아하는 구절이나 선호하는 "찾아가는" 장소가 있지만 나머지 하나님의 말씀을 무시할 수는 없다. Tota Scriptura 는 우리가 성경의 한 부분을 다른 부분보다 지나치게 강조하여 잘못된 믿음에 빠지는 것을 방지한다.
어떤 거짓 선생들은 오직 "붉은 글자의 말"(예수 자신이 직접 하신 말씀)만이 진정으로 영감을 받은 것이라고 주장한다. 다른 사람들은 바울의 서신을 거부하거나 계시록을 버리거나 구약을 무시한다. 또 다른 사람들은 믿음의 문제를 다루는 구절을 역사나 과학의 문제를 다루는 구절과 구분한다. 그들은 성경이 믿음에 대해 말할 때는 정확하지만 역사나 과학의 문제에서는 신뢰할 수 없다고 말한다. 이 모든 견해의 문제는 그들이 전체 성경의 원칙에 위배된다는 사실 외에도 사람을 하나님의 말씀의 심판자로 세운다는 것이다. 성경의 어느 부분이 옳고 그른지 정확히 누가 결정합니까? 우리가 전체 스크립투라에서 벗어나면, 우리는 모두 성경을 가위로 들고 우리 자신의 지혜(또는 감정이나 직관 등)에 의존하여 우리 자신의 본문을 생각해 낼 수 있다.
우리는 "성경은 하나님의 말씀입니다"라고 말한 다음 "-그러나 이 부분은 나머지 부분보다 '더 참되다'"고 덧붙일 수 없다. 우리는 성경 전체 를 고수 하면서 성경의 어떤 부분도 경시하거나 손상시킬 수 없다. 창세기부터 요한계시록까지, 창조부터 세상 끝날까지 하나님께서는 당신의 구원 계획을 계시하는 당신의 말씀을 우리에게 주셨다. 잠언 30장 5 절은 “하나님의 모든 말씀은 흠이 없다”고 말하며 “일부의 말씀”이나 “대부분의 말씀”이 아니다. 모든 말씀이며 그 모든것이 Scriptura이다.

## 같이 보기
- 오직 성경